# Medieval: Total War – Viking Invasion
Medieval: Total War – Viking Invasion – dodatek do gry strategicznej Medieval: Total War z 2002 roku stworzony przez The Creative Assembly i wydany 7 maja 2003 roku przez firmę Activision.
Dodaje nową kampanię, która przenosi gracza do czasów podbojów Europy przez wikingów w latach 793-1066. Frakcje są w niej mniej rozwinięte, co powoduje zmniejszenie ilości dostępnych budynków i wydłużenie czasu ich budowania, poza tym brak broni palnej, papieża oraz państw islamskich. Gracz ma za zadanie podbić Wyspy Brytyjskie jedną z ośmiu nowych nacji, np. Irlandczykami, Szkotami, Sasami lub wikingami. Rozszerzenie pozwala też zagrać trzema dodatkowymi nacjami w podstawowej kampanii gry Medieval: Total War, mianowicie Aragończykami, Sycylijczykami oraz Węgrami; dostępne są także nowe jednostki. Dodatek wprowadza również zmiany do rozgrywki, m.in. przed bitwą pojawia się ekran porównujący obie armie, a podczas starcia możliwe jest używanie płonących pocisków i gorącego oleju.

## Odbiór gry
Grę pozytywnie ocenił Filip Dąbrowski z portalu Gry-Online, przyznając ocenę 8,5/10.